# Лядусов, Константин Андреевич
Константи́н Андре́евич Ля́дусов (род. 2 марта 1988, Ростов-на-Дону, СССР) — российский легкоатлет, специализирующийся в толкании ядра. Чемпион России 2015 года в помещении. Мастер спорта России международного класса.

## Биография
Тренируется в Ростове-на-Дону в Центре спортивной подготовки №1 под руководством Николая Копанёва.
Впервые в составе сборной России выступил на чемпионате мира среди юниоров в 2006 году. Тогда он не смог пробиться через сито квалификации, оставшись на 17-м месте с лучшей попыткой на 18,37 м. В 2010 году выиграл первенство России среди молодёжи в помещении и поехал на Кубок Европы по зимним метаниям во французский Арль. В этот раз соревнования сложились для Константина как нельзя лучше: 1-е место в личном зачёте среди молодёжи и 2-е в общекомандном первенстве.
Впервые толкнул ядро за 20 метров в мае 2013 года на командном чемпионате России. Тем не менее, результата 20,44 м не хватило для попадания в тройку призёров — лишь четвёртое место. Закрепить успех на других стартах в сезоне не получилось. На чемпионате России он стал только 11-м с попыткой на 17,35 м.
Куда лучше сложился следующий год. В июне на соревнованиях в Краснодаре Константин установил личный рекорд 20,54 м. На чемпионате России в Казани он впервые в карьере стал призёром, завоевав бронзу с результатом 20,08 м.
Зимой 2015 года выиграл чемпионат страны в помещении, на 1 сантиметр опередив действующего летнего чемпиона страны Александра Лесного. Константин отобрался на чемпионат Европы в Праге, где не смог пройти в финал. Итоговый результат — 19,61 м и 13-е место в квалификации.
При толкании ядра использует технику кругового маха.

## Основные результаты
| Год  | Турнир                                         | Место проведения  | Место        | Результат      |
| ---- | ---------------------------------------------- | ----------------- | ------------ | -------------- |
| 2006 | Чемпионат мира среди юниоров                   | Пекин, Китай      | 17-е (квал.) | 18,37 м (6 кг) |
| 2008 | Чемпионат России в помещении                   | Москва, Россия    | 10-е         | 17,33 м        |
| 2010 | Чемпионат России в помещении                   | Москва, Россия    | 7-е          | 18,58 м        |
| 2010 | Кубок Европы по зимним метаниям среди молодёжи | Арль, Франция     | 1-е          | 18,88 м        |
| 2011 | Чемпионат России в помещении                   | Москва, Россия    | 12-е         | 17,76 м        |
| 2011 | Кубок России                                   | Ерино, Россия     | 5-е          | 18,89 м        |
| 2011 | Чемпионат России                               | Чебоксары, Россия | 9-е          | 18,36 м        |
| 2012 | Чемпионат России в помещении                   | Москва, Россия    | 5-е          | 19,75 м        |
| 2012 | Командный чемпионат России                     | Сочи, Россия      | 6-е          | 18,93 м        |
| 2012 | Чемпионат России                               | Чебоксары, Россия | 7-е          | 19,31 м        |
| 2013 | Командный чемпионат России                     | Адлер, Россия     | 4-е          | 20,44 м        |
| 2013 | Чемпионат России                               | Москва, Россия    | 11-е         | 17,35 м        |
| 2014 | Чемпионат России в помещении                   | Москва, Россия    | 5-е          | 19,45 м        |
| 2014 | Кубок России                                   | Ерино, Россия     | 2-е          | 20,37 м        |
| 2014 | Чемпионат России                               | Казань, Россия    | 3-е          | 20,08 м        |
| 2015 | Чемпионат России в помещении                   | Москва, Россия    | 1-е          | 20,09 м        |
| 2015 | Чемпионат Европы в помещении                   | Прага, Чехия      | 13-е (квал.) | 19,61 м        |